# My Dog Killer
My Dog Killer (Môj pes Killer) è un film del 2013 diretto da Mira Fornay.

## Trama
Marek è un ragazzo che vive insieme al padre alcolizzato nelle campagne di un paesino tra la Slovacchia e la Moravia. La madre è scappata otto anni prima con un uomo di etnia rom. Marek sfoga la sua rabbia avvicinandosi ad un gruppo di skinhead, dai quali comunque non è ben accetto considerato che la madre è fuggita con uno zingaro. L'unico compagno del ragazzo sembra essere il suo cane Killer.
Per poter pagare i debiti e mantenere così la sua vigna il padre è costretto a vendere il suo fatiscente alloggio. Non essendo divorziato legalmente dalla moglie, necessita anche della sua firma sull'atto di vendita. Per questo motivo incarica Marek di recarsi con i documenti da sua madre. Marek scopre così di avere un fratellastro: Lukasek. Marek, resosi conto che la presenza del fratellastro potrebbe compromettere i rapporti con la banda di skinhead, cerca una soluzione perdendo drammaticamente il controllo della situazione.